# Menggan
Menggan (kinesiska: 孟甘乡, 孟甘) var en socken i Kina. Den ligger i provinsen Sichuan, i den sydvästra delen av landet, omkring 370 kilometer söder om provinshuvudstaden Chengdu. Antalet invånare är 5 769. Befolkningen består av 2 749 kvinnor och 3 020 män. Barn under 15 år utgör 38 %, vuxna 15-64 år 57 %, och äldre över 65 år 4,0 %.
Den 12 januari 2021 blev den en del av den nybildade köpingen Xiluo zhèn.